# Новогродівка (станція)
Новогро́дівка — вантажна залізнична станція 3-го класу Лиманської дирекції Донецької залізниці на лінії Гродівка — Пласти між станціями Гродівка (4 км) та Пласти (11 км). Розташована на південній околиці міста Новогродівка та неподалік від села Маринівка Покровського району Донецької області.
Станція обслуговує Центральну збагачувальну фабрику «Селидівська» та здійснює виключно вантажні перевезення.